# Nick Smidt
Nick Smidt (Assen, 12 mei 1997) is een Nederlandse hordeloper met als specialisatie de 400 m horden. Smidt heeft als junior en senior enkele nationale kampioenschappen gewonnen. Sinds juli 2023 is Smidt Nederlands recordhouder op de 400 m horden, waarbij hij het 44 jaar oude record van Harry Schulting verbeterde. Hij nam tweemaal deel aan de Olympische Spelen en veroverde in 2025 twee internationale titels in één toernooi op de 4 × 400 m estafette en de 4 × 400 m gemengde estafette tijdens de Europese indoorkampioenschappen in Apeldoorn.

## Loopbaan
Smidt begon op zijn zesde met atletiek, en viel al gauw op door zowel zijn fysieke aanleg als door doorzettingsvermogen. In zijn jeugd blinkt hij vooral uit op de sprint- en hordenummers. Later specialiseerde hij zich in de 400 m horden. In de jonge jaren dat Smidt, lid van het Assense AAC’61, aan atletiek doet, ontpopt hij zich als een van de grootste Nederlandse talenten van zijn tijd. Zijn middelbareschooltijd bracht hij door op de LOOT-school in Groningen. In 2013 wist hij zich voor het eerst te kwalificeren voor een Europees toernooi: het EJOF. Hij kwam vier tiende tekort om zich te kwalificeren voor de finale.
In 2015 kwalificeerde Smidt zich in de eerste wedstrijd van het seizoen voor de EJK Eskilstuna. In het seizoen van 2015 maakte Smidt, na zes jaar bij de RTC Loopacademie getraind te hebben, de overstap naar het Sprint Hurdles-team van Team Sotra, onder leiding van Betty Hofmeijer, omdat hij informatiekunde ging studeren aan de Universiteit van Utrecht. Hij kwam in het indoorseizoen van 2016 niet in actie vanwege een blessure aan zijn hamstring.
Tijdens de Nederlandse kampioenschappen van 2015, die gehouden werden in het Olympisch Stadion, behaalde Smidt op de 400 m horden een tweede plek met een tijd van 52,88. In juli 2015 kwam Smidt tijdens de EK U20 in Eskilstuna op de 400 m tot 52,59 s. Het bracht hem tot de halve finale, waar hij op een vijfde plaats bleef steken. Zelf was de Assenaar tevreden over zijn prestaties. Het zou wel heel opmerkelijk zijn geweest, als zijn debuut op een groot Europees al direct had geresulteerd in een finaleplaats. 
Op de NK van 2016 werd Smidt vierde met een tijd van 52,41. Het jaar 2018 pakte goed uit voor Nick Smidt, hij werd voor de eerste maal kampioen bij de senioren. Deze titel veroverde hij in de jaren die volgden nog drie maal.

## Kampioenschappen

### Internationale kampioenschappen
| Onderdeel         | Titel                   | Jaar |
| ----------------- | ----------------------- | ---- |
| 4 × 400 m         | Europees indoorkampioen | 2025 |
| 4 × 400 m gemengd | Europees indoorkampioen | 2025 |

### Nederlandse kampioenschappen
| Titel        | Jaar                         |
| ------------ | ---------------------------- |
| 400 m horden | 2018, 2019, 2020, 2022, 2024 |

## Persoonlijke records
Outdoor
| Onderdeel    | Prestatie          | Datum        | Plaats            |
| ------------ | ------------------ | ------------ | ----------------- |
| 100 m        | 10,70 s (+1,4 m/s) | 10 juli 2021 | Epe               |
| 150 m        | 17,58 s (-2,5 m/s) | 7 mei 2016   | Lisse             |
| 300 m        | 36,15 s            | 7 mei 2016   | Lisse             |
| 400 m        | 46,50 s            | 28 juli 2023 | Breda             |
| 800 m        | 2.00,53            | 14 juni 2014 | Leiden            |
| 400 m horden | 48,36 s (NR)       | 2 juli 2023  | La Chaux-de-Fonds |

Indoor
| Onderdeel | Prestatie | Datum            | Plaats    |
| --------- | --------- | ---------------- | --------- |
| 200 m     | 21,90 s   | 3 februari 2024  | Metz      |
| 400 m     | 46,17 s   | 23 februari 2025 | Apeldoorn |
| 800 m     | 1.50,53   | 1 februari 2020  | Apeldoorn |

## Palmares

### 400 m
- 2018:  NK indoor - 47,65 s
- 2023: 6e NK - 46,62 s (in ½ fin. 46,50 s)
- 2025:  NK indoor - 46,88 s (in de serie 46,17 s)

### 400 m horden
- 2015: 5e in ½ fin. EK U20 in Eskilstuna - 52,59 s (in serie 52,44 s)
- 2015:  NK - 52,88 s
- 2016: 4e NK - 52,41 s
- 2018:  NK - 51,10 s
- 2018: 5e in serie EK - 50,96 s
- 2019:  EK U23 te Gävle - 49,49 s
- 2019:  NK - 50,77 s
- 2019: 5e in serie WK - 50,54 s
- 2020:  NK - 51,12 s
- 2021:  Ter Specke Bokaal in Lisse - 50,26 s
- 2021:  NK - 49,63 s
- 2021: 7e in ½ fin. OS - 49,35 s
- 2022:  FBK Games - 49,66 s
- 2022:  NK - 49,43 s
- 2022: 5e in ½ fin. WK - 49,56 s
- 2022: 6e in ½ fin. EK - 50, 29 s (in serie 50,06 s)
- 2023:  IFAM Meeting in Oordegem - 48,70 s
- 2023:  EK voor landenteams in Chorzów - 48,95 s
- 2024: 8e EK - 49,43 s
- 2024:  NK - 49,42 s

Diamond League-resultaten
- 2022: 6e Bislett Games - 49,77 s
- 2022: 7e Kamila Skolimowska Memorial - 49,07 s
- 2022: 8e Weltklasse Zürich - 51,82 s
- 2023: 6e Herculis - 48,57 s
- 2025: 9e Yangtze River Delta Athletics Diamond Gala - 49,67 s
- 2025: 6e Qatar Athletic Super Grand Prix - 49,99 s

### 4 × 400 m
- 2018: 4e in serie EK - 3.04,93
- 2022:  WK indoor - 3.06,90
- 2022: 5e in serie WK - 3.03,14
- 2025:  EK indoor - 3.04,95

### 4 × 400 m gemengd
- 2025:  EK indoor - 3.15,63